# African Regional Intellectual Property Organization

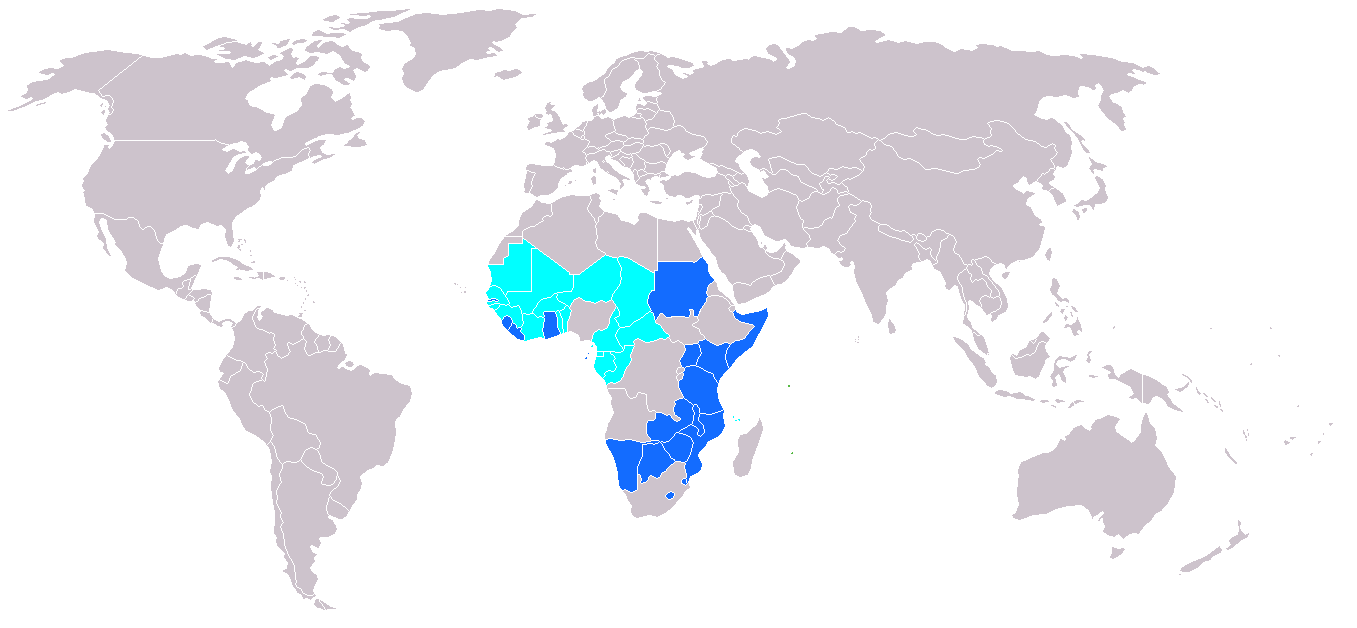
Cyan: OAPI-Staaten, Blau: ARIPO-Staaten

Die African Regional Intellectual Property Organization (kurz ARIPO, WIPO-Ländercode AP, deutsch „Afrikanische regionale Organisation für geistiges Eigentum“) ist seit 1976 eine internationale Organisation zur Kooperation unter afrikanischen Staaten in Patent-, Marken- und anderen Industrieeigentumsfragen mit Sitz in Harare. Sie besitzt die Kompetenz, Anmeldungen für Patente und Marken in seinen Mitgliedstaaten, die Mitglieder des Harare-Protokolls (Patente) bzw. Banjul-Protokolls (Marken) sind, anzunehmen.
Seine 22 Mitgliedsstaaten sind vorwiegend englischsprachig. Eine weitere Organisation, die Organisation Africaine de la Propriété Intellectuelle (OAPI), umfasst im Wesentlichen das frankophone Afrika.
Auf der Diplomatischen Konferenz vom 6. Juli 2015 wurde das Arusha Protocol for the Protection of new Varieties of Plants über den gemeinsamen Sortenschutz angenommen, das noch nicht in Kraft getreten ist.
Die Organisation hieß bis 2005 African Regional Industrial Property Organization.

## Mitglieder
Stand 1. Oktober 2023:
- Botswana
- Eswatini
- Gambia
- Ghana
- Kap Verde
- Kenia
- Lesotho
- Liberia
- Malawi
- Mauritius
- Mosambik
- Namibia
- Ruanda
- Sambia
- São Tomé und Príncipe
- Seychellen
- Sierra Leone
- Simbabwe
- Somalia
- Sudan
- Tansania
- Uganda